# Postpendenz
Die Postpendenz (lat. post: später, danach; pendere: schweben, hängen) ist ein Rechtsbegriff aus dem deutschen Strafrecht; er bezeichnet eine Feststellung im Strafurteil. Die Postpendenzfeststellung ist von der Wahlfeststellung zu unterscheiden.
Die Postpendenzfeststellung wird vorgenommen, wenn der Täter ein Strafgesetz nachweislich verletzt hat, der Sachverhalt aber nicht vollständig aufgeklärt werden kann und zwar in der Weise, dass von zwei möglichen Sachverhalten zwar der zeitlich spätere Sachverhalt sicher aufgeklärt und nachgewiesen werden kann, der zeitlich frühere jedoch nicht sicher vorliegt („einseitige Sachverhaltsungewissheit“). Hängt die Strafbarkeit des zweiten Sachverhalts aber gerade von der Nichtverwirklichung des ersten Sachverhalts ab, so kommt es zur Postpendenzfeststellung.
Beispiel: Dem Täter könnte der später verwirklichte Sachverhalt der Hehlerei (Nachtat) nach § 259 StGB nachgewiesen werden, unter der Voraussetzung allerdings, dass er nicht schon Täter des vorangegangenen Diebstahls (Vortat) nach § 242 (StGB) ist. Steht aber nicht fest, ob er nicht bereits (Mit-)Täter des Diebstahls war, müsste er straffrei bleiben, denn Diebstahl kann ihm nicht nachgewiesen werden und Hehlerei kann nur an der durch einen anderen widerrechtlich erlangten Sache begangen werden, so dass ein (Mit-)Täter an einem Diebstahl nicht gleichzeitig diesbezüglich Hehler sein kann. Im Ergebnis kann der Täter wegen Diebstahls nicht bestraft werden, da zu einer Vortat durch ihn keine sicheren Feststellungen vorliegen; am Vortatgeschehen war er nur möglicherweise beteiligt. Nach den Grundsätzen der Postpendenz wird der Täter aber wegen Hehlerei bestraft, obwohl ja nicht ausgeschlossen werden kann, dass das Tatbestandmerkmal „von einem anderen widerrechtlich erlangt“ gar nicht erfüllt ist.
Die Präpendenzfeststellung wird im umgekehrten Fall vorgenommen, wenn der frühere Sachverhalt sicher vorliegt, der zeitlich spätere nur möglicherweise gegeben ist.